# Kálium-adipát
A kálium-adipát az adipinsav káliummal alkotott sója, melynek képlete: K2C6H8O4. 
- CAS száma: 19147-16-1
- EINECS száma: 242-838-1
- Moláris tömeg: 222,32 g/mol

Élelmiszerekben E357 néven savanyúságot szabályozó anyagként alkalmazzák. Napi maximum beviteli mennyiség 5 mg/testsúlykg. Nincs ismert mellékhatása. A szervezetben lebomlik, vagy a vizelettel távozik. 